# Méthode des variations concomitantes
La méthode des variations concomitantes est appliquée en biologie, surtout dans la recherche. Elle peut également être utilisée en sociologie pour expliquer les faits sociaux.

## Méthode
Si ABC sont les antécédents du phénomène P (ou ses concomitants), et si P devient P1 lorsque la série antécédente A devient A1, P2 quand A devient A2, P3 quand A devient A3 et ainsi de suite, alors on est en droit de dire qu'il existe une relation de causalité entre A et P.

## Théorisation
John Stuart Mill la décrit de cette manière : « un phénomène qui varie d'une certaine manière toutes les fois qu'un autre phénomène varie de la même manière, est ou la cause ou un effet de ce phénomène ou y est lié par quelque fait de causalité ».